# 中山俊宏
中山 俊宏（なかやま としひろ、1967年2月14日 - 2022年5月1日）は、日本の国際政治学者。国際政治学博士。慶應義塾大学総合政策学部教授、防衛省参与、青山学院大学国際政治経済学部国際政治学科教授、日本国際問題研究所客員研究員などを務めた。専門は、アメリカ政治外交、アメリカ政治思想。
青山学院大学では、永井陽之助・押村高らに師事。2001年、同大学から『米国共産党研究にみる政治的知識人エートスの変容』で博士（国際政治学）の学位を取得。

## 略歴
- 1984年 サウスダコタ州ウォータータウン高校卒業、 帰国後青山学院高等部編入、卒業。
- 1990年 青山学院大学国際政治経済学部国際政治学科卒業
- 1993年 同大学院国際政治経済学研究科修士課程修了
- 1998年 日本国際問題研究所アメリカ研究センター研究員（-2004年）
- 2001年 青山学院大学大学院国際政治経済学研究科博士課程修了、博士（国際政治学）

この間、ワシントン・ポスト紙極東総局記者(1993-94年)、国際連合日本政府代表部専門調査員(1996-98年)
- 2004年 日本国際問題研究所主任研究員(-2006年)
- 2005年 ブルッキングス研究所客員研究員（-2006年）
- 2006年 津田塾大学国際関係学科助教授（2007年より准教授）
- 2010年 青山学院大学国際政治経済学部国際政治学科教授(-2014年3月)
- 2014年 慶應義塾大学総合政策学部教授
- 2019年 防衛省参与（-2020年） [3]
- 2022年5月1日 くも膜下出血で死去、55歳没[2]。

## 著作

### 単著
- 『アメリカン・イデオロギー――保守主義運動と政治的分断』(勁草書房、2013年)
- 『介入するアメリカ――理念国家の世界観』(勁草書房、2013年)
- 『理念の国がきしむとき――オバマ・トランプ・バイデンとアメリカ』（千倉書房、2023年）
- 『アメリカ知識人の共産党――理念の国の自画像』（勁草書房、2023年）

### 論文

#### 単行本所収論文
- "Principles of Non-Intervention: A Japanese Perspective", in  David Dickens and Guy Wilson Roberts eds., Non-Intervention and State Sovereignty in the Asia Pacific, (Centre for Strategic Studies, 2000).
- "Countering Terrorism and the Role of Intelligence," in Elina Noor and Mohamed Jawhar Hassan eds. Terrorism: Perspectives for the Asia Pacific, (ISIS Malaysia, 2002).
- 「アジア太平洋のトラックIIプロセス――CSCAPの事例」森本敏編『アジア太平洋の多国間安全保障』（日本国際問題研究所、2003年）
- 「アメリカにおける保守主義台頭の力学――『アイディア』の戦略的動員」久保文明編『G・W・ブッシュ政権とアメリカの保守勢力――共和党の分析』（日本国際問題研究所、2003年）
- 「リベラル・デモクラティック・インターナショナリストによる帝国是認論――マイケル・イグナティエフと対イラク武力行使をめぐる論争」マイケル・イグナティエフ『軽い帝国――ボスニア、コソボ、アフガニスタンにおける国家建設』（風行社, 2003年, 同書の解題）
- 「アメリカの覇権的正義と国防戦略――『力』への依存の衝撃」押村高編『帝国アメリカのイメージ――国際社会との広がるギャップ』（早稲田大学出版部、2004年）
- 「アメリカ法廷弁護士協会の政治的影響力とその伸長」久保文明編『米国民主党――2008年政権奪回への課題』（日本国際問題研究所、2005年）
- 「『ならず者国家』と条件つき関与政策――米国の対北朝鮮政策を中心に」小此木政夫編『危機の朝鮮半島』（慶應義塾大学出版会、2006年）
- 「アメリカにおける保守主義運動の持久力とその限界」山本吉宣・武田興欣編『アメリカ政治外交のアナトミー』（国際書院、2006年）
- 「米国の視線――米国における対中イメージの構造」高木誠一郎編『米中関係――冷戦後の構造と展開』（日本国際問題研究所、2007年）
- 「9.11事件と国内政治の変動――アメリカとイギリスの比較」日本比較政治学会編『テロは政治をいかに変えたか』（共著, 早稲田大学出版部, 2007年）
- 「リベラル・ホークと武力介入論の諸相」久保文明偏『アメリカ外交の諸潮流――リベラルから保守まで』（日本国際問題研究所, 2007年）
- 「バイデンの非・世界観外交」佐橋亮・鈴木一人編『バイデンのアメリカ』（東京大学出版会、2022年）

#### 雑誌論文
- 「90年代アメリカの文化革命」『アステイオン』第35号（1995年）
- 「左翼の終焉――普遍性から差異の政治学へ」『青山国際政経大学院紀要』第7号（1996年）
- 「アメリカにおける『国連不要論』の検証」『国際問題』523号（2003年）
- 「米国における国連不信と保守派の言説」日本国際連合学会編『国連研究』第5号（2004年）
- 「アメリカが保守化した背景およびその外交的インプリケーション」『社会と倫理』第18号（2005年）
- 「アメリカ外交の規範的性格――自然的自由主義と工学的世界観」『国際政治』第143号（2005年）
- 「民主党多数派議会と党派政治の行方――中間選挙後の米国政治におけるイデオロギー状況の考察」『海外事情』第54巻12号（2006年）
- 「米国保守派、苦悩の時代へ――レーガンの不在と思想的基盤の揺らぎ」『中央公論』7月号（2007年）
- 「2008年アメリカ大統領選挙とイデオロギー状況の流動化」『国際問題』568号（2008年）

### 共編著
- （押村高、浅野亮、太田宏、篠田英朗、細谷雄一、高橋和、村田真一、池田明史）『帝国アメリカのイメージ』（押村高編）（早稲田大学出版部、2004年）
- （押村高）『世界政治を読み解く』（ミネルヴァ書房〈世界政治叢書〉、2011年）
- （久保文明、渡辺将人）『オバマ・アメリカ・世界』（NTT出版、2012年）
- （久保文明、山岸敬和、梅川健）『アメリカ政治の地殻変動――分極化の行方』（東京大学出版会、2021年）

### 共訳書
- マイケル・イグナティエフ『ヴァーチャル・ウォー――戦争とヒューマニズムの間』（風行社、2003年）
- マイケル・イグナティエフ『軽い帝国――ボスニア、コソボ、アフガニスタンにおける国家建設』（風行社、2003年）

## 受賞歴
- 2014年 - 第10回中曽根康弘賞（奨励賞）
- 2023年 - 第35回アジア・太平洋賞（選考委員会特別賞）